# Guaraciaba do Norte (ort)
Guaraciaba do Norte är en ort i Brasilien.   Den ligger i kommunen Guaraciaba do Norte och delstaten Ceará, i den östra delen av landet, 1 500 km nordost om huvudstaden Brasília. Guaraciaba do Norte ligger 902 meter över havet och antalet invånare är 18 186.
Terrängen runt Guaraciaba do Norte är kuperad åt nordost, men åt sydväst är den platt. Närmaste större samhälle är Ipu, 17,7 km söder om Guaraciaba do Norte.
Omgivningarna runt Guaraciaba do Norte är huvudsakligen savann. Runt Guaraciaba do Norte är det ganska glesbefolkat, med 29 invånare per kvadratkilometer.